# 諾克羅斯 (喬治亞州)
諾克羅斯（英語：Norcross）是一個位於美國喬治亞州格威內特縣的城市。

## 地理
諾克羅斯的座標為33°56′00″N 84°13′00″W / 33.93333°N 84.21667°W，而該地的平均海拔高度為319米（即1047英尺）。

## 人口
根據2010年美國人口普查的數據，諾克羅斯的面積為12.05平方千米，當中陸地面積為12.02平方千米，而水域面積為0.03平方千米。當地共有人口9116人，而人口密度為每平方千米756.51人。